# Milmersdorf
Milmersdorf är en kommun och ort i Landkreis Uckermark i förbundslandet Brandenburg i Tyskland.
Kommunen ingår i kommunalförbundet Amt Gerswalde tillsammans med kommunerna Flieth-Stegelitz, Gerswalde, Mittenwalde och Temmen-Ringenwalde.